# Alexandru Cernat

Monumentul dedicat Generalului Cernat, dezvelit în București în anul 1894, este creația sculptorului Ion Georgescu. Bustul cu o înălțime de 0,9 m este turnat în bronz, și îl înfățișează pe general în uniformă militară. Pe latura din față a piedestalului se află o placă din bronz bogat ornată cu elemente simbolice, constând din vulturi, arme și frunze de laur. Monumentul se află în curtea clădirii de pe strada Știrbei Vodă nr. 75, unde a funcționat Comandamentul Armei Geniului, în prezent sediul Direcției Naționale Anticorupție (DNA). Monument istoric, cod LMI B-III-m-B-20056

Alexandru Cernat (n. 17 ianuarie 1828, Vârlezi, Galați, România – d. 8 decembrie 1893, Nisa, Franța) a fost un politician și general român.
După alte surse, Alexandru Cernat s-a născut la Galați, fiind ultimul fiu al familiei Eustațiu (originar din Vârlezi, județul Covurlui) și Teodosia Cernat (fiica preotului Gheorghe Avram din Galați). Bunicul lui Alexandru Cernat, preotul Gheorghe Avram (? - 1 martie 1824), a fost slujitor la biserica Vovidenia și protopop al ținutului Covurlui (1786/1790-1824).

## Cariera militară
Și-a început cariera militară ca sublocotenent în Regimentul 4 Infanterie, la vârsta de 24 și a urcat treptele ierarhiei militare, astfel că în 1873 a fost înaintat la gradul de general de brigadă și a fost numit la comanda Diviziei 3 Infanterie.
La 2 aprilie 1877, generalul Cernat a fost numit ministru de război, calitate în care, la 6 aprilie a decretat mobilizarea armatei și a decis apărarea frontierei de sud a țării de atacurile otomane.
Rusia a declarat război otomanilor la 24 aprilie 1877. La 12 aprilie 1877, România a permis trupelor rusești să treacă pe teritoriul său în drum spre Turcia, iar Turcia a bombardat orașele românești de pe Dunăre. La 26 aprilie primele salve de tun trase de turci au lovit orașul Calafat. La 10 mai 1877 (stil vechi), Principatul României, aflat oficial sub suzeranitate otomană, și-a declarat independența.
La 19 august 1877, Alexandru Cernat a fost numit comandant de operațiuni al armatei și, patru zile mai târziu, a decis trecerea Dunării și pregătirea luptelor pentru cucerirea redutelor din jurul Plevnei. La 29 august, sub conducerea lui Cernat, armata română a cucerit reduta Grivița 1, iar apoi una câte una toate fortificațiile care protejau trupele turcești, astfel că la 28 noiembrie armata lui Osman-pașa a fost nevoită să capituleze. În urma acestui succes, Cernat a fost înaintat la gradul general de divizie și decorat cu mai multe ordine și medalii românești și rusești, în cadrul unei ceremonii desfășurate chiar pe câmpul de luptă.
Alexandru Cernat a ocupat funcția ministru al Apărării Naționale de două ori, între 2 aprilie – 19 august 1877 și 19 martie – 24 noiembrie 1878, fiind succedat, de fiecare dată, de Ion C. Brătianu.
După încheierea Războiului de Independență, generalul Cernat a fost numit șef al Statului Major General (1881-1882). A trecut în rezervă în 1891, din funcția de comandant al Corpului 2 de Armată.

## Cariera politică
Alexandru Cernat a activat în cadrul Partidului Liberal, fiind ales deputat și senator în perioada 1864-1888. A fost și vicepreședinte al Senatului în mai multe sesiuni. 
Alexandru Cernat a murit pe 8 decembrie 1893, la Nisa (Franța) și a fost înmormântat în Cimitirul Bellu, din București, fig. 34/7, monumentul său funerar fiind opera sculptorului Ioan Georgescu.

## Scrieri
- Memorii. Campania 1877-1878, 41 pagini, Editura Militară, 1976

## Decorații
Alexandru Cernat a fost onorat între altele cu:
- Mare Ofițer al Ordinului național „Steaua României”
- Ordinul regal român „Virtutea Militară” de aur (1877)
- Crucea regală română „Trecerea Dunării”
- Medalia regală română a „Apărătorilor Independenței”
- „Semnul onorific” de argint
- „Semnul onorific” de aur (1876)
- Ordinul imperial rus „Sfânta Anna” de  clasa a II-a
- Ordinul imperial rus „Sfântul Gheorghe” de clasa a IV-a (1877)

## In memoriam
- Chipul generalului Alexandru Cernat a apărut pe Monumentului Independenței de la Craiova, intitulat și „Asta-i muzica ce-mi place”, realizat de sculptorul Dumitru Pavelescu-Dimo și dezvelit la 21 mai 1913, monument dedicat veșnicei amintiri a luptei pentru independență din Războiul din 1877-1878. Din păcate, monumentul a fost demolat în anul 1948, în cadrul unui program general de ștergere a oricărei urme ce amintea de regalitate, deoarece îl avea în centru pe Regele Carol I al României. [9]
- O stradă din București îi poartă numele. Aceasta începe din bulevardul Alexandru Ion Cuza, în dreptrul stației RATB Alexandru Cernat.
- O stradă din Galați îi poartă numele.
- În filmul Pentru patrie (scenariul și regia Sergiu Nicolaescu, 1978), rolul generalului Alexandru Cernat a fost interpretat de Amza Pellea.
- În perioada 10 decembrie 2010 - 22 noiembrie 2017, Inspectoratul de Jandarmi Județean Galați a avut atribuită denumirea onorifică „General de divizie Alexandru Cernat”, denumire care a înlocuit vechea denumire onorifică, respectiv, „General de divizie Ioan Topor”, fost inspector general al Jandarmeriei Române în anul 1940 și care la finalul WW2 a fost declarat criminal de război. Începând cu data de 22 noiembrie 2017, inspectoratul se va reîntoarce la denumirea din perioada 1918 - 1949, noua denumire oficială fiind Inspectoratul de Jandarmi Județean „Dunărea de Jos” Galați.[10]